# Collision Warning Brake Support

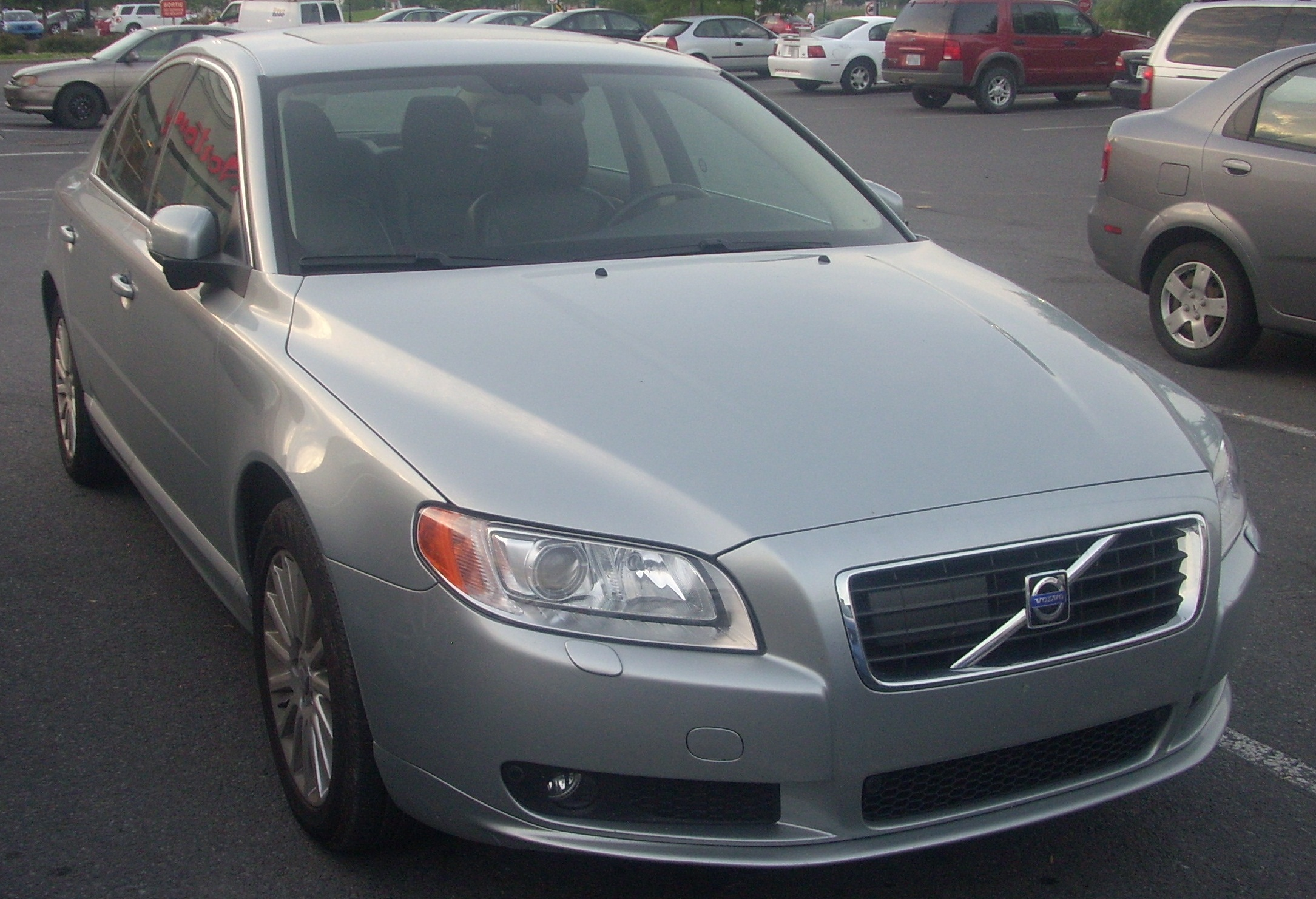
Een Volvo S80 met radarsensor achter het radiatorrooster

CWBS (Collision Warning met Brake Support) is een veiligheidssysteem (precrash-systeem) ontwikkeld door Volvo. CWBS werd in 2006 geïntroduceerd op de vernieuwde Volvo S80.
CWBS kan op een eventuele aanrijding anticiperen en de bestuurder waarschuwen. CWBS houdt door middel van een radarsensor die zich achter het radiatorrooster bevindt voortdurend de afstand tot een eventuele voorligger in de gaten.
Wanneer de voorligger plots afremt en de afstand tot de wagen afneemt zal het systeem de bestuurder waarschuwen met een geluidssignaal en een visueel signaal in de vorm van een rode balk die op de voorruit geprojecteerd wordt. Wanneer de bestuurder niet onmiddellijk reageert op de waarschuwing zal het systeem de remblokken dichter bij de remschijf plaatsen zodat wanneer de bestuurder uiteindelijk reageert hij direct volle remkracht kan uitoefenen.
Volvo heeft in 2007 de verderontwikkeling van CWBS geïntroduceerd. Dit was het Collision Warning met Full Auto Brake en in 2010 kwam de derde generatie, Collision Warning met Full Auto Brake en Pedestrian Detection genaamd, op de markt.
Side Impact Protection System (1991) · 
Collision Warning Brake Support (2006) · 
Collision Warning met Full Auto Brake (2007) · 
City Safety (2008) · 
Blind Spot Information System (2009) · 
Collision Warning met Full Auto Brake en Pedestrian Detection (2010)